# Турочакское сельское поселение
Турочакское се́льское поселе́ние — муниципальное образование в Турочакском муниципальном районе Республики Алтай Российской Федерации.
Административный центр — село Турочак.

## История
Статус и границы сельского поселения установлены Законом Республики Алтай от 13 января 2005 года № 10-РЗ «Об образовании муниципальных образований, наделении соответствующим статусом и установлении их границ».

## Население
| 2010  | 2011  | 2012  | 2013  | 2014  | 2015  | 2016  | 2017  | 2018  |
| ----- | ----- | ----- | ----- | ----- | ----- | ----- | ----- | ----- |
| 5740  | ↗5750 | ↗5830 | ↗5880 | ↘5791 | ↗5865 | ↗5866 | ↗5915 | ↗5965 |
| 2019  | 2020  | 2021  |       |       |       |       |       |       |
| ↗6033 | ↘6031 | ↘5323 |       |       |       |       |       |       |

## Состав сельского поселения
| № | Населённый пункт | Тип населённого пункта       | Население |
| - | ---------------- | ---------------------------- | --------- |
| 1 | Турочак          | село, административный центр | ↘5250     |
| 2 | Каяшкан          | село                         | ↘138      |
| 3 | Советский Байгол | село                         | ↘9        |
| 4 | Лебедское        | село                         | ↘2        |
| 5 | Усть-Лебедь      | село                         | →2        |
| 6 | Стретинка        | село                         | →0        |